# ISO 3166-2:HT
ISO 3166-2:HT é a entrada no ISO 3166-2, parte do ISO 3166 padrão publicado pela Organização Internacional para Padronização (ISO), que define códigos para os nomes das principais subdivisões do Haiti (cujo código ISO 3166-1 alfa-2 é HT).
Atualmente códigos são atribuídos a 10 departamentos. Cada código começa com HT-, seguido de duas letras.

## Códigos atuais
Códigos ISO 3166 e nomes das subdivisões estão listados como na norma oficial publicada pela Agência de Manutenção (ISO 3166/MA). Clique no botão no cabeçalho para classificar cada coluna
| Código | Nome da subdivisão |
| ------ | ------------------ |
| HT-AR  | Artibonite         |
| HT-CE  | Centre             |
| HT-GA  | Grande Enseada     |
| HT-NI  | Nippes             |
| HT-ND  | Nord               |
| HT-NE  | Nord-Est           |
| HT-NO  | Nord-Ouest         |
| HT-OU  | Ouest              |
| HT-SD  | Sud                |
| HT-SE  | Sud-Est            |

## Mudanças
As alterações a seguir à entrada foram feitas e anunciadas em boletins pela ISO 3166/MA desde a primeira publicação da norma ISO 3166-2, em 1998:
| Boletim   | Data de publicação | Descrição das alterações no boletim                                                               | Maior mudança                         |
| --------- | ------------------ | ------------------------------------------------------------------------------------------------- | ------------------------------------- |
| 2ª edição | 2007-12-13         | Essa alteração foi feita na 2ª edição da norma ISO 3166-2, e não foi anunciado em nenhum boletim. | Subdivisões adicionadas: HT-NI Nippes |